# هينريتش ليختنشتاين
هينريتش ليختنشتاين (بالألمانية: Hinrich Lichtenstein)‏ (و. 1780 – 1857 م) هو أحيائي، وعالم حيواني، وعالم طيور، وطبيب، وعالم نبات، وأستاذ جامعي، وعالم حشرات من ألمانيا . ولد في هامبورغ.
وكان عضوًا في الأكاديمية الألمانية للعلوم ليوبولدينا، والأكاديمية الروسية للعلوم، والأكاديمية الملكية السويدية للعلوم، والأكاديمية البروسية للعلوم.
توفي في كيل عن عمر يناهز 77 عاماً.